# Шукура
„Шукура“ (на грузински: ს.კ. "შუქურა" ქობულეთის) е професионален футболен отбор от град Кобулети, провинция Аджария, Грузия. Участник в Еровнули лигата – най-високото ниво на грузинския клубен футбол.

## История
Клубът е основан като „Колмеурне“ през 1951 г. от Александър Елиава, Шалва Янкошвили и Виктор Бережной. От 1960 носи настоящото си име „Шукура“. Играе домакинските си мачове на стадион „Челе Аренай“ с капацитет 6 000 места. От 1967 до 1969 учавства в първенствата на СССР (клас Б).
Дебют в Еровнули лигата (Висшата лига) прави през 2014 година с победа срещу Зугдиди 2:1.

## Предишни имена
| Години      | Име                                      |
| ----------- | ---------------------------------------- |
| 1951 – 1960 | „Колмеурне“                              |
| 1960 – 1967 | „Шукура“ Szukura                         |
| 1967 – 1996 | „СК Шукура Кобулети“ SK Szukura Kobuleti |
| 2000 - 2004 | „СК Кобулети“ SK Kobuleti                |
| 2004 -      | „СК Шукура Кобулети“ SK Szukura Kobuleti |

## Успехи
- Еровнули лига
  - 9-то (1): 2021
- Купа Давид Кипиани:
  - 1/2 финалист (1): 2021
- Еровнули лига 2
  -  Победител (5): 1992/93, 2003/04, 2013/14, 2020, 2022
  -  3-то място (2): 2002, 2012/13